# 이주천광
이주천광(爾朱天光, 496년 ~ 532년)은 북위(北魏)의 무장이다. 이주영(爾朱榮)의 종조형의 아들이다. 수용군(秀容郡) 출신이다.

## 생애
어린 시절부터 결단력이 뛰어났으며, 활쏘기와 승마에 능해 이주영의 총애를 받았다. 527년 이주영이 병주(幷州)와 사주(肆州)를 근거지로 정하자 도장(都將)으로 임명되어 사주의 군사를 통솔했으며, 528년 효명제(孝明帝)가 사망한 뒤 이주영이 낙양(洛陽)으로 향할 때 사주의 내정을 담당하였다. 이후 무군장군(撫軍將軍) 및 사주자사(肆州刺史)가 되었으며, 장안현개국공(長安縣開國公)에 봉해졌다. 그 뒤 이주영이 갈영(葛榮)을 공격할 당시에도 사주를 지켰으며, 시중(侍中) · 금자광록대부(金紫光祿大夫) 및 북수용(北秀容) 제1 추장으로 임명된 뒤 위장군(衛將軍)으로 승진하였다.
이후 529년 원천목(元天穆)이 형고(邢杲)의 반란을 진압할 당시 사지절(使持節) · 진동장군(鎭東將軍) · 도독(都督)을 제수받아 원천목과 함께 형고를 진압했으며, 이후 원호(元顥)가 낙양에 입성하자 하내(河內)에서 이주영과 합류해 상서복야(尙書僕射)를 겸한 뒤 병주(并州)의 내정을 담당하게 되었다. 원호가 패배한 이후 낙양으로 귀환해 표기장군(驃騎將軍) 및 산기상시(散騎常侍)에 임명되었고 광종군공(廣宗郡公)에 봉해졌으며, 그 뒤 좌위장군(左衛將軍)으로 승진하였다.
그 뒤 530년 묵기추노(万俟醜奴)가 반란을 일으키자 사지절(使持節) · 표기대장군(驃騎大將軍) · 옹주자사(雍州刺史)를 제수받았으며, 하발악(賀拔岳), 후막진열(侯莫陳悅)과 함께 울지보살(尉遲菩薩)을 격파한 뒤 묵기추노를 생포하였다. 이후 잔당 묵기도락(萬俟道洛)과 왕경운(王慶雲)이 계속 저항하자 진압을 명받았으나 이를 제대로 시행하지 못하여 무군장군(撫軍將軍)으로 강등되었으나, 결국 잔당들을 소탕하는 데 성공하여 관직이 원래대로 복귀된 뒤 시중(侍中) 및 의동삼사(儀同三司)를 더하였다.
이후 묵기추노의 잔당인 숙근명달(宿勤明達)이 다시 위협을 가하자 하발악 등과 함께 숙근명달을 공격해 동하주(東夏州)로 쫓아버렸으나, 이주영이 살해당했다는 소식을 듣고는 추격을 중지하고 정세를 관망하였다.
그 뒤 이주영을 참살한 효장제(孝莊帝)로부터 광종왕(廣宗王)으로 봉해졌으며, 이주세륭(爾朱世隆)이 옹립한 원엽(元曄)에 의해 농서왕(隴西王)으로 다시 추봉되었다. 이후 이주조(爾朱兆) 낙양으로 병사를 진군시키자 함께 낙양으로 들어와 이주세륭과 면담한 뒤 바로 옹주로 복귀했으며, 531년 다른 이주씨 일족들과 함께 절민제(節閔帝)를 옹립하여 개부의동삼사(開府儀同三司) · 상서령 (尙書令) · 관서대행대(關西大行臺)로 임명되었다. 또한 도주했던 숙근명달을 체포해 낙양으로 압송하는 등의 공을 세워 대사마(大司馬)로 승진하였다.
그 뒤 532년 다른 이주씨 일족들과 함께 고환(高歡)과의 전투에서 패배하였으며, 곡사춘(斛斯椿)에게 붙잡힌 뒤 낙양에 보내져 사형당했다.